# Konzervativní revoluce
Konzervativní revoluce (německy: Konservative Revolution), známá také jako německé neokonzervativní hnutí (neokonservative bewegung) nebo nový nacionalismus (neuer nationalismus) bylo krajně pravicové, nacionalistické a ultrakonzervativní kulturní a myšlenkové hnutí, které se rozvíjelo v Německu a Rakousku v letech 1918 až 1933 (od konce první světové války až do převzetí moci nacisty). Bylo podhoubím, z něhož nacistický režim vyrůstal a v němž hledal inspiraci a legitimitu.
Sami konzervativní revolucionáři měli k nacismu nejednoznačný vztah. Někteří se stali i oběťmi nacismu, například Edgar Julius Jung byl zavražděn během noci dlouhých nožů. Mnozí z nich nakonec odmítli antisemitskou nebo totalitní povahu nacistického režimu, někteří však nikoli, jako například Carl Schmitt. K dalším výrazným představitelům patřili Arthur Moeller van den Bruck, Hugo von Hofmannsthal, Hermann Rauschning, Oswald Spengler, Werner Sombart, Martin Heidegger, Gottfried Benn, Karl Haushofer, Hans Grimm, Ernst Jünger, Friedrich Georg Jünger, Stefan George, Ernst Niekisch, Martin Niemöller, Othmar Spann, Ernst von Salomon, Ludwig Klages nebo Werner Best.
Představitelé konzervativní revoluce zaujímali širokou škálu postojů, které nebyly vždy kompatibilní. Spojoval je odpor proti tradičnímu vilémovskému křesťanskému konzervatismu, rovnostářství, liberalismu a parlamentní demokracii a kulturnímu duchu buržoazie a modernity. Cítili "kulturní zoufalství" z moderního světa, moderního umění a moderní vědy. Čerpali inspiraci z 19. století, obdivovali zejména Nietzscheho pohrdání křesťanskou etikou a demokracií a antimoderní a antiracionalistické tendence německého romantismu. Byly též napojeni na tzv. hnutí völkisch, jež mělo vizi organického a přirozeně organizovaného lidového společenství. Dalším z inspiračních proudů byla pruská tradice militaristického a autoritářského nacionalismu. Zkušenostním impulsem byla první světová válka, ať už v pozitivním smyslu (frontové kamarádství) nebo negativním (iracionální násilí modernosti).
Od 60. let 20. století se myslitelé konzervativní revoluce stali znovu vlivnými, ovlivnili evropskou Novou pravici a následně i současné evropské identitární hnutí.